# Pedro Mairal
Pedro Mairal (Buenos Aires, 27 settembre 1970) è uno scrittore argentino.

## Biografia
Ha iniziato a studiare Medicina nel 1989, per poi abbandonarla poco dopo. Nel 1991 inizia a studiare Lettere nell'Università del Salvador. Nel 1994 ottiene una menzione nel premio Fortabat di poesia, e pubblica i suoi primi poemi nel supplemento letterario del quotidiano La Prensa.
Più tardi, nel 1997, coordina il laboratorio letterario nella facoltà e tiene lezioni come professore associato di Letteratura Inglese.
È l'autore dei romanzi Una notte con Sabrina Love, per la quale ha ricevuto il premio Clarín di Romanzo nel 1998, e El año del desierto. Ha inoltre pubblicato due libri di poesia, Tigre como los pájaros e Consumidor final, e uno di racconti, Hoy temprano. Dal romanzo Una notte con Sabrina Love è stato tratto un film nel 2000, diretto da Alejandro Agresti. I ruoli di protagonista sono stati interpretati da Tomás Fonzi e Cecilia Roth. L'opera è stata tradotta in Francia, Italia, Spagna, Portogallo, Polonia e Germania. Nel 2007 Pedro Airal è stato incluso, dalla giuria di Bogotá39, tra i migliori scrittori giovani latino-americani.
Nel 2011 ha condotto il programma televisivo Impreso en Argentina, trasmesso nel canale Encuentro. Tra l'aprile 2008 e il giugno 2013 ha pubblicato una rubrica settimanale nel quotidiano Perfil.

## Opere
- Tigre como los pájaros (1996)
- Una noche con Sabrina Love (1998)
- Hoy temprano (2001)
- Consumidor final (2003)
- Pornosonetos (con lo pseudonimo Ramón Paz) (2003)
- El año del desierto (2005)
- Pornosonetos II (con lo pseudonimo Ramón Paz) (2005)
- Pornosonetos III (con lo pseudonimo Ramón Paz) (2008)
- Salvatierra (2008)
- El gran surubí (con illustrazioni di Jorge González) (2013)
- El equilibrio (2013)
- El subrayador (2014)
- Maniobras de evasión (2017)
- La uruguaya (2016)

## Premi e riconoscimenti
- Menzione nel Premio Fortabat di poesia.
- Premio Clarín di Romanzo (1998) per Una notte con Sabrina Love.
- Premio Tigre Juan (2017), per L'uruguaya